# Religião de matriz africana
Religiões de matriz africana é um termo utilizado, no Brasil, para se referir as religiões que se desenvolveram a partir do processo vinda dos povos escravizados do  continente africano. O termo é citado no Estatuto da Igualdade Racial e em outros estudos.

## Religiões tradicionais africanas
As religiões tradicionais africanas são aquelas praticadas no continente africano, geralmente em zona rural. Cerca de 28% da população africana pratica suas religiões tradicionais. 35% pratica o cristianismo e outros 35% o islamismo. Cerca de 1% pratica outras religiões, incluindo o hinduísmo.

## Religiões afro-americanas
Já as religiões afro-americanas estão divididas em dois grandes grupos:

### Religiões afro-caribenhas
Vodu é o nome da religião afro no Haiti. Muito sincrética, é uma mistura de elementos da religião dos povos jejes — do antigo Reino do Daomé, hoje República do Benim, que cultuavam os voduns, divindades muito semelhantes aos orixás do povo vizinho, os iorubás — com a religião indígena das ilhas caribenhas. 
Santería é o nome da religião afro em Cuba. O sincretismo é com o catolicismo. Cultuam os orixás dos iorubás, que chamam de lucumi (nome antigo dos orixás). É muito parecido com o candomblé. Também é chamado de Regla Del Ocha, ou simplesmente Regla. Seus praticantes são os santeros.

### Religiões afro-brasileiras
Tambor de Mina é o nome da religião afro no Maranhão (também praticada no Piauí, Pará e outros estados da Amazônia). Tem a mesma origem que o vodu haitiano, nos povos jejes (fom e eué). Os sacerdotes se chamam vodunos e as sacerdotisas vodunces. Nele são cultuados voduns, orixás, gentis e caboclos.
Xangô é o nome da divindade iorubá do trovão. Esta divindade é tão importante em Pernambuco que batiza a religião afro no Recife. Lá, os praticantes são chamados de xangozeiros.
O candomblé é a religião afro-brasileira mais conhecida e celebrada. Se espalhou da Bahia para os outros estados, chegando até mesmo no Rio Grande do Sul, onde já existia outra modalidade de religião afro-brasileira: o batuque. Existem vários graus hierárquicos dentro de um candomblé: abiã (simpatizante), iaô (iniciado), ebomi (irmão mais velho com 7 anos de iniciado), titulares de cargos vitalícios como alaxé (guarda dos implementos sagrados), alabê (tocador de atabaques), axogum (sacrificador), iabassê (cozinheira), amorô (responsável por Exu), equede (cuida dos orixás manifestados), ogã (contribui materialmente com o terreiro), babalaô (adivinho) e babalorixá (pai de santo) ou ialorixá (mãe de santo).
Macumba é o nome de um instrumento de percussão de origem banta utilizado em rituais dessa matriz africana no Rio de Janeiro. Devido à pejoração construída pela Igreja Católica em torno da palavra, seus adeptos mudaram o nome para "candomblé de angola". Neste tipo de candomblé, se cultuam os inquices, divindades semelhantes aos orixás iorubás. Tatá-ninquice e Mameto-ninquice são os cargos máximos.
Batuque é o nome dado pelos brancos à religião afro no Rio Grande do Sul devido ao som dos tambores. É uma religião bem diferente das outras afro-brasileiras, embora a base continue sendo a mesma: a cultura dos orixás. O sacerdócio é muito centralizado, com babalorixá ou ialorixá desempenhando os papéis de pai de santo e sacrificador, sendo responsável pelo Exu, pelos implementos sagrados e também é o adivinho. Só existe uma categoria de omorixá (filho de orixá): iaô.